# Real Betis Balompié 1996-1997
Questa pagina raccoglie i dati riguardanti il Real Betis Balompié nelle competizioni ufficiali della stagione 1996-1997.

## Rosa
| N. |                       | Ruolo | Calciatore          |
| -- | --------------------- | ----- | ------------------- |
| 1  | Spagna (bandiera)     | P     | Pedro Jaro          |
| 2  | Spagna (bandiera)     | D     | Jaime               |
| 3  | Spagna (bandiera)     | D     | Luis Fernández      |
| 4  | Spagna (bandiera)     | D     | Juan Antonio Ureña  |
| 5  | Spagna (bandiera)     | D     | Josete              |
| 6  | Spagna (bandiera)     | D     | Juan Merino         |
| 7  | Spagna (bandiera)     | C     | Alexis Trujillo     |
| 8  | Spagna (bandiera)     | C     | Luis Márquez Martín |
| 9  | Jugoslavia (bandiera) | C     | Vlada Stošić        |
| 10 | Spagna (bandiera)     | C     | Juanjo Cañas        |
| 11 | Spagna (bandiera)     | A     | Alfonso             |
| 12 | Jugoslavia (bandiera) | D     | Albert Nađ          |
| 13 | Spagna (bandiera)     | P     | Toni Prats          |

| N. |                                | Ruolo | Calciatore            |
| -- | ------------------------------ | ----- | --------------------- |
| 14 | Spagna (bandiera)              | D     | Roberto Ríos          |
| 15 | Spagna (bandiera)              | A     | Pier                  |
| 16 | Polonia (bandiera)             | A     | Wojciech Kowalczyk    |
| 17 | Croazia (bandiera)             | D     | Robert Jarni          |
| 18 | Croazia (bandiera)             | C     | Nenad Bjelica         |
| 19 | Spagna (bandiera)              | A     | Juan Sabas            |
| 20 | Spagna (bandiera)              | D     | Tomás Olías           |
| 21 | Serbia e Montenegro (bandiera) | D     | Risto Vidaković       |
| 25 | Nigeria (bandiera)             | C     | Finidi George         |
| 26 | Spagna (bandiera)              | D     | Juan Redondo          |
| 27 | Spagna (bandiera)              | C     | Capi                  |
| 28 | Spagna (bandiera)              | D     | Fernando Varela Ramos |
| 29 | Spagna (bandiera)              | P     | José Manuel Pinto     |